# Nowa Huta (Cracovie)

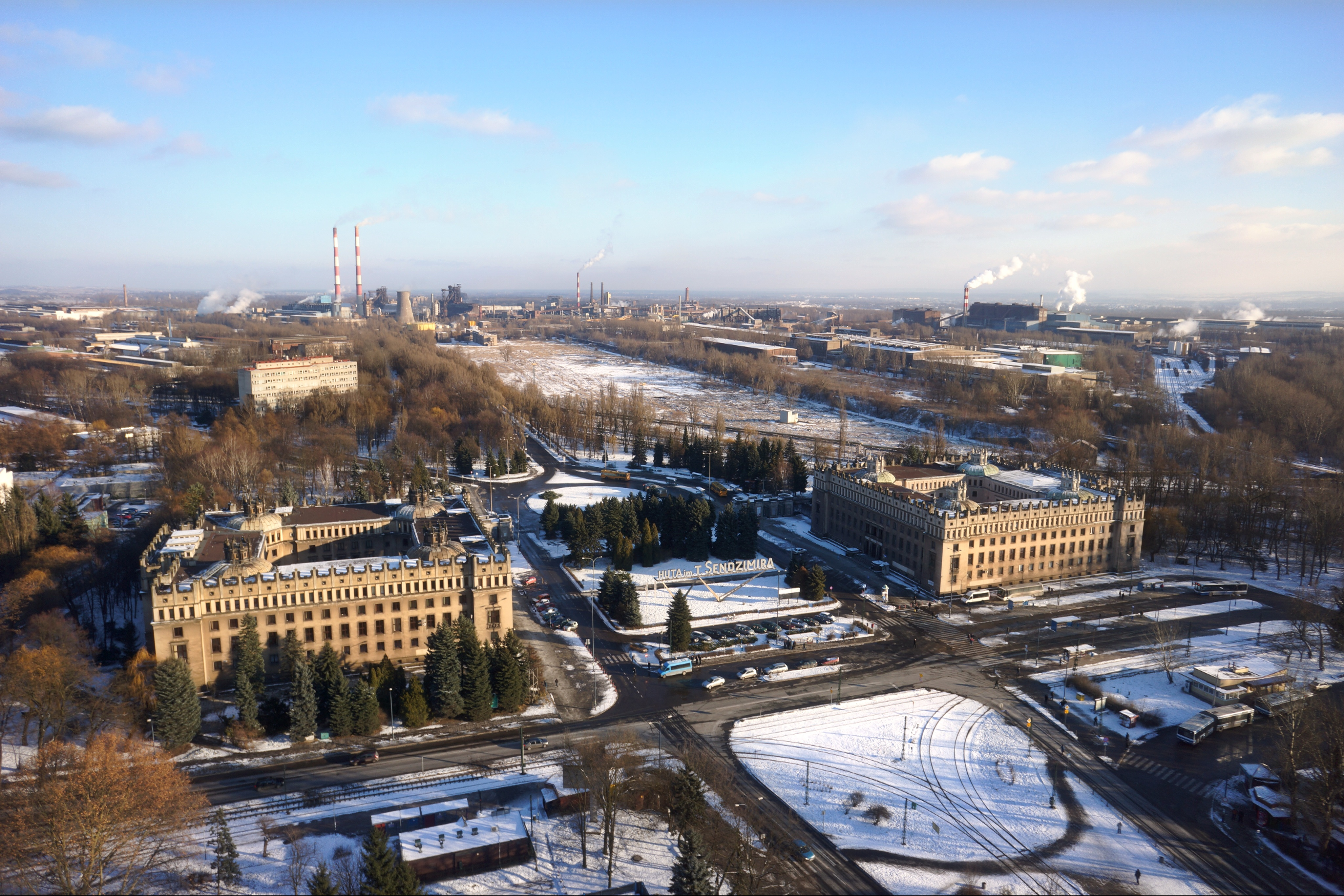
La fonderie.

Nowa Huta (en français : Nouvelle fonderie) est une ville nouvelle des années 1950 en Pologne partie intégrante de la ville de Cracovie (aujourd'hui 5 arrondissements : XVIIIe arrondissement (Nowa Huta stricto sensu), XIVe arrondissement (Czyżyny), XVe arrondissement (Mistrzejowice), XVIe arrondissement (Bieńczyce), XVIIe arrondissement (Wzgórza Krzesławickie)). Avec près de 300 000 habitants, c'est une des parties les plus peuplées de la commune de Cracovie (qui compte au total environ 760 000 habitants).

## Histoire
En 1946, Bolesław Bierut, qui était alors président de la république de Pologne (et plus tard premier secrétaire du Parti ouvrier unifié polonais) se voit « proposer » par Staline la construction d'une grande usine métallurgique localisée près de Cracovie. Cracovie était alors le centre intellectuel, universitaire de la Pologne, et considérée par Staline comme un foyer conservateur de résistance aux idées communistes.
Les travaux de construction débutent en 1949.
Pendant la construction du complexe métallurgique, les archéologues qui étudiaient chaque fouille, ont découvert des choses inattendues. Ils ont constaté que les villages attenants à Cracovie (Mogiła, Pleszów, Bieńczyce, Krzesławice) sur le territoire desquels ont surgi le quartier et les usines de Nowa Huta, perpétuaient une vieille colonisation et que certains villages, où l'on produisait de la poterie cuite ainsi que des objets en bronze et en fer, existaient déjà il y a deux ou trois mille ans.
Nowa Huta était prévue au départ pour être une ville-modèle socialiste autonome, mais en 1951, elle est finalement incorporée à Cracovie, et devient un nouveau quartier de la ville. Toutes les parties en ont été édifiées en même temps entre les années 1950 et 1960 : quartiers d'habitation, centre-ville, place centrale. La fonderie Lénine est inaugurée le 22 juillet 1954. Débaptisée en 1990, elle s'appelle désormais fonderie Tadeusz Sendzimir et appartient au groupe Arcelor Mittal.
Pendant plus de vingt ans, Karol Wojtyła (le futur pape Jean-Paul II) défendra les catholiques de cette ville, une ville communiste modèle, privée de lieu de culte. Il soutient la construction d'une église en célébrant des messes de Noël en plein air afin de promouvoir la création d'un lieu de culte digne pour les ouvriers. Paul VI lui offre même une pierre de l'ancienne basilique Saint-Pierre.

## Lieux et monuments

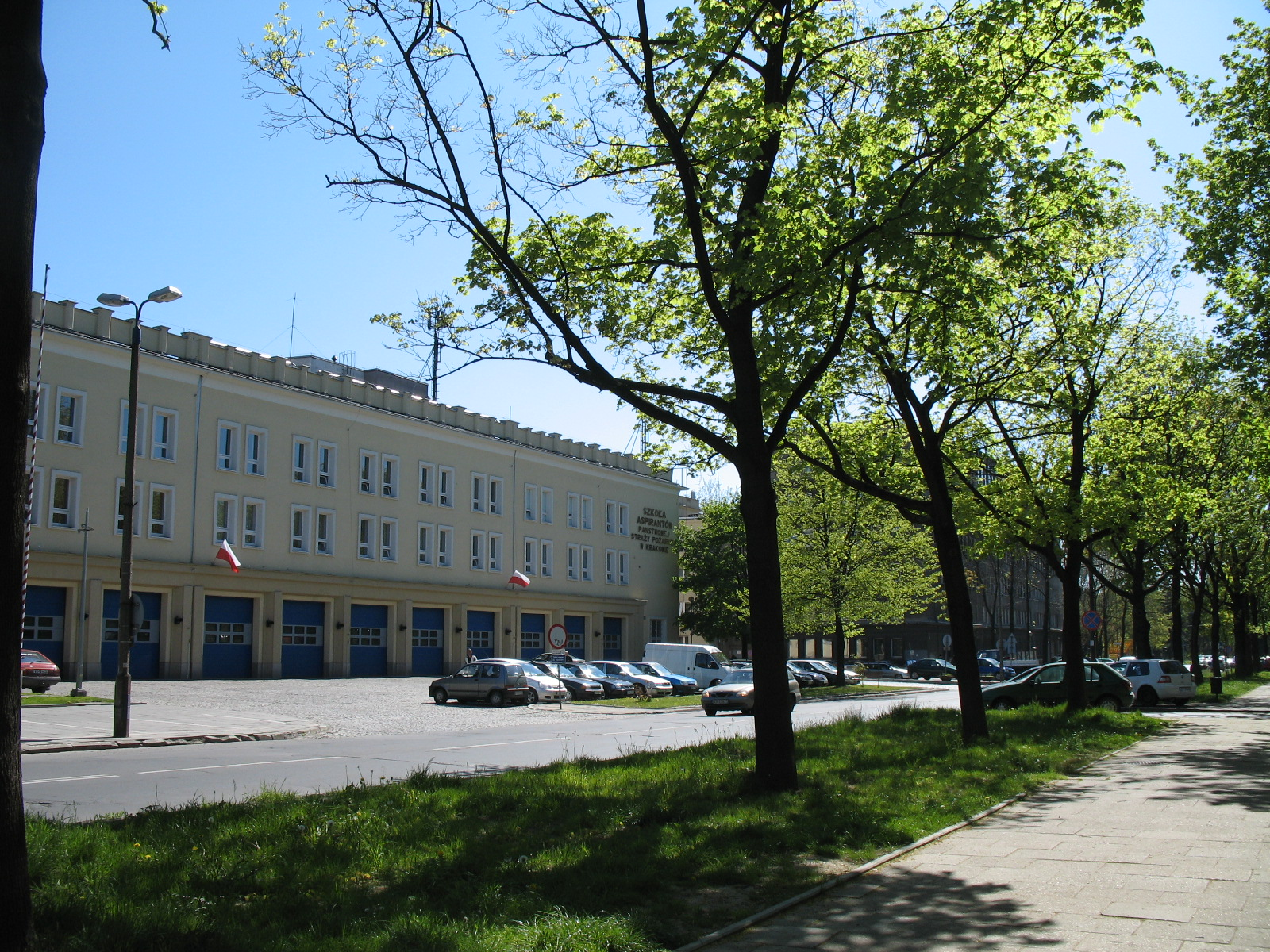
Une rue de Nowa Huta

- L'église de l'Arche-de-Notre-Dame-Reine-de-Pologne dans la cité Bieńczyce, construite en forme de bateau, extérieurement incrustée de deux millions de cailloux provenant des torrents de montagne. Construite en 1967-1977 d'après le projet de Wojciech Pietrzyk et de Jan Grabacki, elle a été consacrée en 1977 par le cardinal-archevêque Karol Wojtyła.
- L'église Saint-Maximilien Kolbe, construite en 1976-1983, d'après le projet de Józef Dutkiewicz, a été consacrée le 22 juin 1983, par le pape Jean-Paul II, au cours de son deuxième voyage en Pologne.
- La résidence d'été de Jan Matejko située à Krzesławice sur la Dlubnia.
- L'Abbaye cistercienne de Mogiła, du XIIIe siècle.

### Film
Le film L'Homme de marbre, du réalisateur polonais Andrzej Wajda, se développe autour de la vie d'un maçon stakhanoviste, qui œuvre à la construction de Nowa Huta. On voit alors des images d'archive illustrant l'édification du quartier.